# 岡山県道295号北木島線
岡山県道295号北木島線（おかやまけんどう295ごう きたぎしません）は、岡山県笠岡市を通る一般県道である。

## 概要
笠岡市の沖合にある笠岡諸島の一つである北木島を通る。岡山県では唯一の離島県道である。
本路線は北木島の北 - 東岸に沿って通っている路線であり、島内一周道路にはなっていない（そもそも南 - 西岸に自動車の通れる道がない）。

### 路線データ
- 起点：岡山県笠岡市北木島町
- 終点：岡山県笠岡市北木島町
- 総延長：10.5 km

## 歴史
- 1960年（昭和35年）3月18日 - 岡山県告示第335号により認定される。
- 1972年（昭和47年）頃 - 現在の県道番号に変更（それまでは固定番号ではなかった）。
- 1974年（昭和49年）2月12日 - 岡山県告示第154号により再認定（区域の大幅な変更が理由）。

## 路線状況
離島県道の上、本土との架橋も実現していないため交差する道路が一切ない。ただし、笠岡港（伏越港）と金風呂・豊浦両港を結ぶフェリーボートがある。

## 地理

### 通過する自治体
- 笠岡市

### 沿線
- 金風呂港
- 笠岡市立北木小学校
- 豊浦港
- 楠海水浴場
- 楠港
- 笠岡市立北木中学校
- 北木島港（大浦港）
- 楠キャンプ場
- 流し雛（旧暦3月3日に行われる風習）
- 笠岡市役所 北木島出張所